# Karel Haimann
Karel Haimann (12. února 1902 Bartošovice – 9. dubna 1986) byl český projektant technického vybavení budov, autor vzduchotechnického vytápění a chlazení vily Tugendhat v Brně, spolupracovník významných architektů 30. – 60. let 20. století.

## Život
Narodil se v severomoravských Bartošovicích 12. února 1902 jako druhý ze sedmi synů manželů Martina a Luisy Haimannových. Studoval na Technische Hochschule ve Vídni, svá studia doplnil v Drážďanech a v Ústí nad Labem. Praxi získával postupně v Brně a italském Bolzanu, načež se stal vedoucím brněnské pobočky vídeňské firmy J. L. Bacon, Zentralheizungs Unternehmen, sídlící na tehdejší Pražské, nyní Lidické ulici 22. Ta vybavovala nové i rekonstruované budovy ústředním vytápěním a podobnými vymoženostmi tepelné techniky. Tam byl počátek jeho úspěšné spolupráce s předními funkcionalistickými architekty té doby, což dokládá i to, že jej ke spolupráci vybrali a architektovi Ludwigu Mies van der Rohe doporučili bratři Eislerové, kteří měli realizovat stavbu vily Tugendhat v Černých Polích v Brně.

### Práce na vile Tugendhat
Karel Haimann si záhy získal architektovy sympatie, protože byl schopen vyjít vstříc jeho, na tehdejší dobu, neobvyklým požadavkům. Především nemohly být v prostoru před skleněnými stěnami umístěny radiátory, což Karel Haimann nahradil teplovzdušným vytápěním, které se v letních měsících změnilo na chlazení. Požadavek stavebního úřadu na zábradlí před skleněnými zásuvnými stěnami vyřešil nízkými nerezovými otopnými trubkami, vedenými nad podlahou, které sice naznačovaly zábradlí, ale nikterak nenarušovaly volný výhled na město i do zahrady. Stavební úřad na to přistoupil a Ludwig Mies van der Rohe také.
Ludwig Mies van der Rohe přijížděl na staveniště jen v rozhodujících okamžicích, jinak jej zastupoval berlínský architekt Hermann John a aktuální požadavky řešil Karel Haimann s ním. Hlavní obytný prostor s celoplošným zasklením byl navržen jako vytápěný teplým vzduchem, což tehdy ještě nebylo běžné. Karel Haimann navrhl v suterénu prostor vymezený železným roštem, do kterého se naskládaly kameny, dole velké a nahoru se zmenšující, až zcela navrchu zůstal jen praný písek. Nad ním se rozstřikovala studená voda, která mohla být též slaná (a navozovat tak přímořské ovzduší). Přes vodou ochlazované jádro byl veden vzduch, posléze vyfukovaný do obytného prostoru. V létě se tak dařilo snížit teplotu vnitřního vzduchu až o deset stupňů. V zimě byly k ohřívání vzduchu použity již vyzkoušené metody. Nebyla to klimatizace v pravém slova smyslu, ale teplovzdušné vytápění nebo chlazení.
Vytápění zimní zahrady bylo navrženo dle instrukcí a požadavků zahradníka. Někde muselo být spodní a někde horní vytápění. Vytápěn byl i malý bazének a akvária. K vytápění byly určeny mj. tři kotle, ležatý ohřívač užitkové vody, topný trubkový výměník podél stěny prosklené mléčným sklem ve vstupní hale, osm horizontálních výměníků na podlaze podél prosklené stěny v hlavním obytném prostoru (náhražka zábradlí), na kterých nejsou regulační ventily, skryté v prostoru suterénu. Teplovzdušné vytápění pak obstarával radiální ventilátor se spirálovou skříní, dva tepelné výměníky a zařízení na filtraci vzduchu, vstřikovače vody pro ochlazování a vlhčení vzduchu a systém tří ručně stavitelných, vertikálně pohyblivých tabulí, sloužících k míchání vzduchu vháněného do obytného prostoru.

### Další působení
Úspěch při realizaci tak náročné stavby, jakou byla vila pro manžele Tugendhatovy, nejen upevnil pozici Karla Haimanna ve firmě, ale otevřel mu cestu ke spolupráci s předními brněnskými architekty, jako byli např. Bohuslav Fuchs, Arnošt Wiesner, Bedřich Rozehnal. Ovšem třicátá léta již směřovala k druhé světové válce, a tak po připojení Rakouska k Říši nemohl být Karel Haimann, pro svůj nežádoucí rasový původ, nadále zaměstnán u rakouské firmy. Hned jej zaměstnala konkurenční firma Atoma, patřící královopolskému podnikateli Albertu Tomáškovi a zabývající se toutéž činností.
Norimberské zákony platily záhy i v Československu, a tak byl Karel Haimann i s manželkou a malým synkem odvlečen s dalšími tisícovkami brněnských občanů do Terezína. Válku přežil i s rodinou, díky svým schopnostem a pracovitosti, protože se stal vedoucím jedné skupiny instalatérů, udržujících správný chod zařízení, nezbytných v přeplněném městě. Němci, mající panickou hrůzu z epidemií, dbali na to, aby tato část řemeslných specialistů po celou dobu bez problémů fungovala. Na konci války byly do Terezína přiváženy další transporty různých národností z osvobozovaných území a v přelidněném městě vypukla tolik obávaná epidemie skvrnitého tyfu. Zůstala tam jen skupina zajišťující ve ztížených podmínkách vše nutné pro evakuaci zdravé části vězňů a všechny s tím spojené činnosti. Karel Haimann poslal ženu s dítětem do Brna a sám se dobrovolně přihlásil k zajišťování potřebných prací.
V poválečné atmosféře krátkého období svobodné republiky pracoval opět u firmy A. Tomáška.